# Radschlepper Ost
Radschlepper Ost, literalmente "trator de rodas leste", também conhecido como Škoda RSO ou Porsche 175, foi um caminhão trator militar alemão pesado com tração nas quatro rodas usado durante a Segunda Guerra Mundial. Foi desenhado por Ferdinand Porsche em 1941 e produzido pela Škoda em Mladá Boleslav. Cerca de 206 veículos foram produzidos entre os anos 1942-1944.
Não se sabe que nenhum veículo tenha sobrevivido até os dias atuais.